# 今宮駅
今宮駅（いまみやえき）は、大阪府大阪市浪速区大国三丁目にある、西日本旅客鉄道（JR西日本）の駅である。駅番号は関西本線（大和路線）がJR-Q18、大阪環状線がJR-O18。駅シンボルフラワーは「菩提樹」である。

## 概要
関西本線と大阪環状線の2路線が乗り入れており、このうち関西本線を当駅の所属線としている。当駅はアーバンネットワークエリアに入っており、関西本線は「大和路線」の路線愛称設定区間に含まれている。
1966年（昭和41年）に新今宮駅と芦原橋駅の設置に伴い、近接する当駅の廃止（3月31日予定）が告知されるが、寝耳に水だった一部の住民による反対運動の高まりにより、無期延期の後、翌1967年（昭和42年）5月10日に廃止計画そのものが取り消しになった。
長らく大阪環状線のホームは存在していなかったが、1997年3月8日に設置され、芦原橋－新今宮間の新たな停車駅となった。そのため、現在当駅が大阪環状線内で最も新しい駅となっている。

## 歴史
1899年（明治32年）に大阪市南区木津（現在地）にて開業。開業当初から今宮駅だが、木津の集落の西外れに位置し、東隣の南区今宮の集落よりも、西隣の南区西浜町の集落のほうが近いような場所だった。そのため、当駅周辺が今宮と呼ばれることはほとんどない。
開業当初こそ今宮戎神社の最寄駅だったが、のちに恵美須駅（現・今宮戎駅）、恵美須町駅、大国町駅、新今宮駅が開業したため、現在当駅が今宮戎神社の最寄駅として扱われることはない。なお、大国町駅や今宮戎駅とともに敷津松之宮の最寄駅の1つである。

### 年表
- 1899年（明治32年）3月1日：大阪鉄道 (初代)の駅（一般駅）として、湊町駅（現・JR難波駅） - 天王寺駅間に新設開業[2]。
- 1900年（明治33年）6月6日：大阪鉄道の路線を関西鉄道が承継。同社の駅となる。
- 1907年（明治40年）10月1日：関西鉄道が国有化[2]。官営鉄道の駅となる。
- 1909年（明治42年）10月12日：線路名称制定により、関西本線の所属となる[4]。
- 1928年（昭和3年）12月1日：関西本線貨物支線として、当駅から大阪港駅までが開業[5]。
- 1959年（昭和24年）2月20日：貨物営業を廃止（旅客駅となる）[2]。
- 1961年（昭和36年）4月25日：大阪港駅までの関西本線貨物支線が大阪環状線に編入[5]。
  - このうち、当駅から境川信号場までの区間は旅客線の一部（境川信号場 - 大阪港駅間は引き続き貨物支線）となるが、この時点で大阪環状線のホームは当駅に設けられなかった。
- 1987年（昭和62年）4月1日：国鉄分割民営化により、西日本旅客鉄道（JR西日本）の駅となる[2]。
- 1988年（昭和63年）3月13日：路線愛称の制定により、関西本線で「大和路線」の愛称を使用開始。
- 1994年（平成6年）6月12日：大阪環状線内回り線路を高架化。
- 1996年（平成8年）3月22日：関西本線ホームを高架化、新駅舎の使用を開始[6]。
  - それまでの関西本線ホームは大阪環状線の外回り線と内回り線に挟まれた相対式ホーム（地上駅）で、線路は駅のすぐ西側（湊町方）で内回り線の下をくぐっていた。
- 1997年（平成9年）
  - 3月8日：大阪環状線ホームが使用開始[3][7]。
  - 9月7日：自動改札機を設置し、供用開始[8]。
- 2003年（平成15年）11月1日：ICカード「ICOCA」の利用が可能となる[9]。
- 2009年（平成21年）10月4日：大阪環状・大和路線運行管理システム導入。
- 2015年（平成27年）3月22日：大阪環状線ホームに発車メロディを導入。曲は文部省唱歌の「大黒様」。
- 2018年（平成30年）3月17日：駅ナンバリングが導入される。

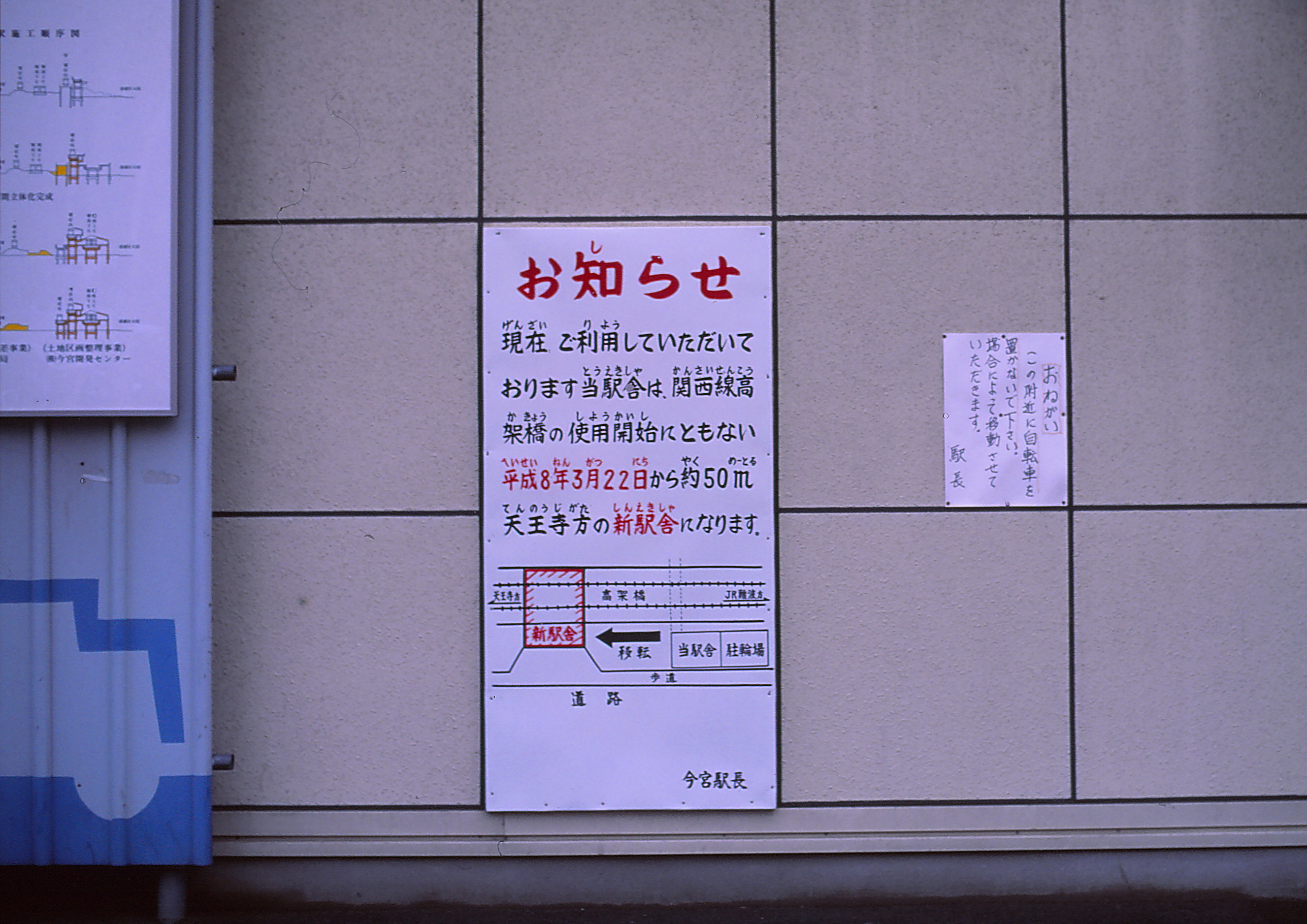
高架に伴うお知らせ（1996年）

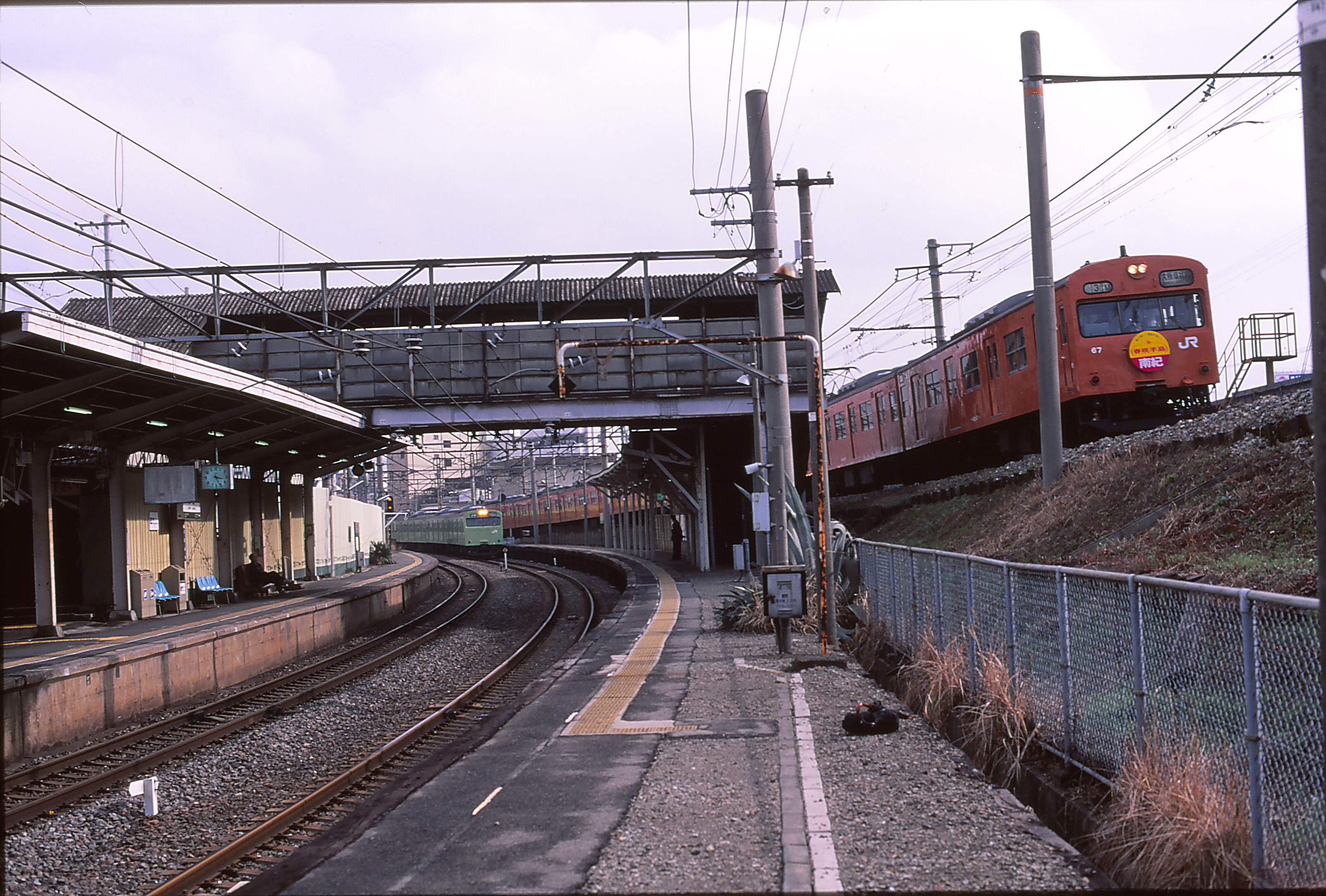
地上駅時代 右は大阪環状線外回り。（1996年）

## 駅構造
関西本線（大和路線）の1・2番のりばは相対式2面2線のホーム、大阪環状線の3・4番のりばは単式上下2層構造のホームとなっている。関西本線（大和路線）下りホームと大阪環状線外回りホーム、すなわち2・3番のりばは同一平面上の島式ホームとなっている。両線とも分岐器や絶対信号機がない停留所に分類される。有効長は全面8両編成分である。新今宮駅の当駅側に関西本線と大阪環状線の間の渡り線があり、大和路線・阪和線と大阪環状線を直通する列車は、天王寺駅－新今宮駅間では関西本線、新今宮駅－当駅間では大阪環状線を使用する。
新今宮駅が管理する直営駅である。ICOCAの利用エリア（相互利用可能ICカードはICOCAの項を参照）、および特定都区市内制度における「大阪市内」に属する。

### のりば
| のりば   | 路線       | 方向   | 行先                     | 備考                |
| -------- | ---------- | ------ | ------------------------ | ------------------- |
| 2Fホーム |            |        |                          |                     |
| 1        | 大和路線   | 上り   | 王寺・奈良・高田方面     | 区間快速は4番のりば |
| 2        | 大和路線   | 下り   | JR難波方面               |                     |
| 3        | 大阪環状線 | 外回り | 西九条・大阪方面         |                     |
| 3Fホーム |            |        |                          |                     |
| 4        | 大阪環状線 | 内回り | 新今宮・天王寺・鶴橋方面 |                     |

- 上表の路線名は旅客案内上の名称（愛称）で表記している。

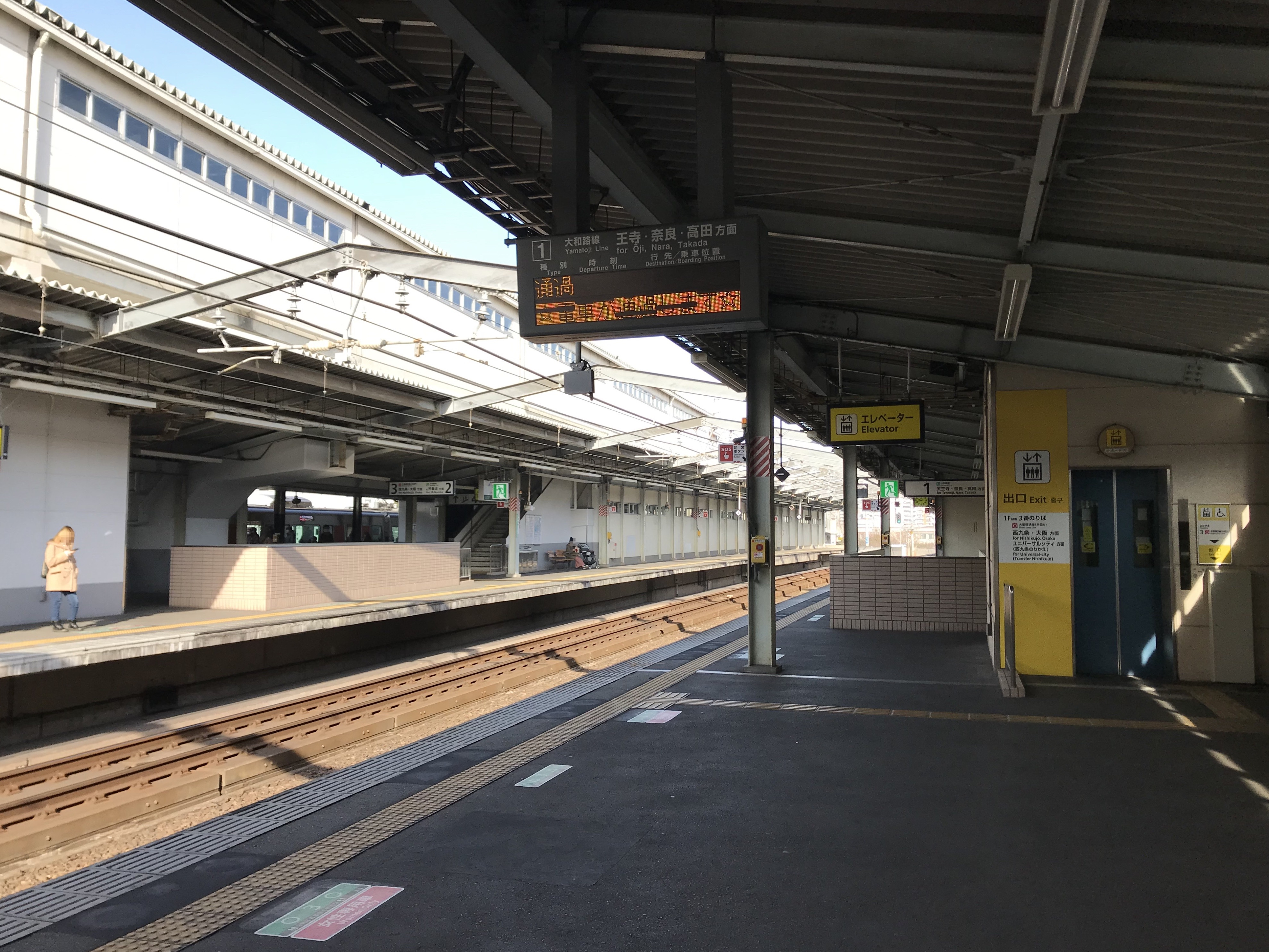
1番ホーム。左側は2・3番ホーム、上階は4番ホーム（2019年1月）

今宮以東天王寺までのJR線配線図 今宮の2・3番線ホームが途切れているように描かれているが、実際には同一平面上のホームである

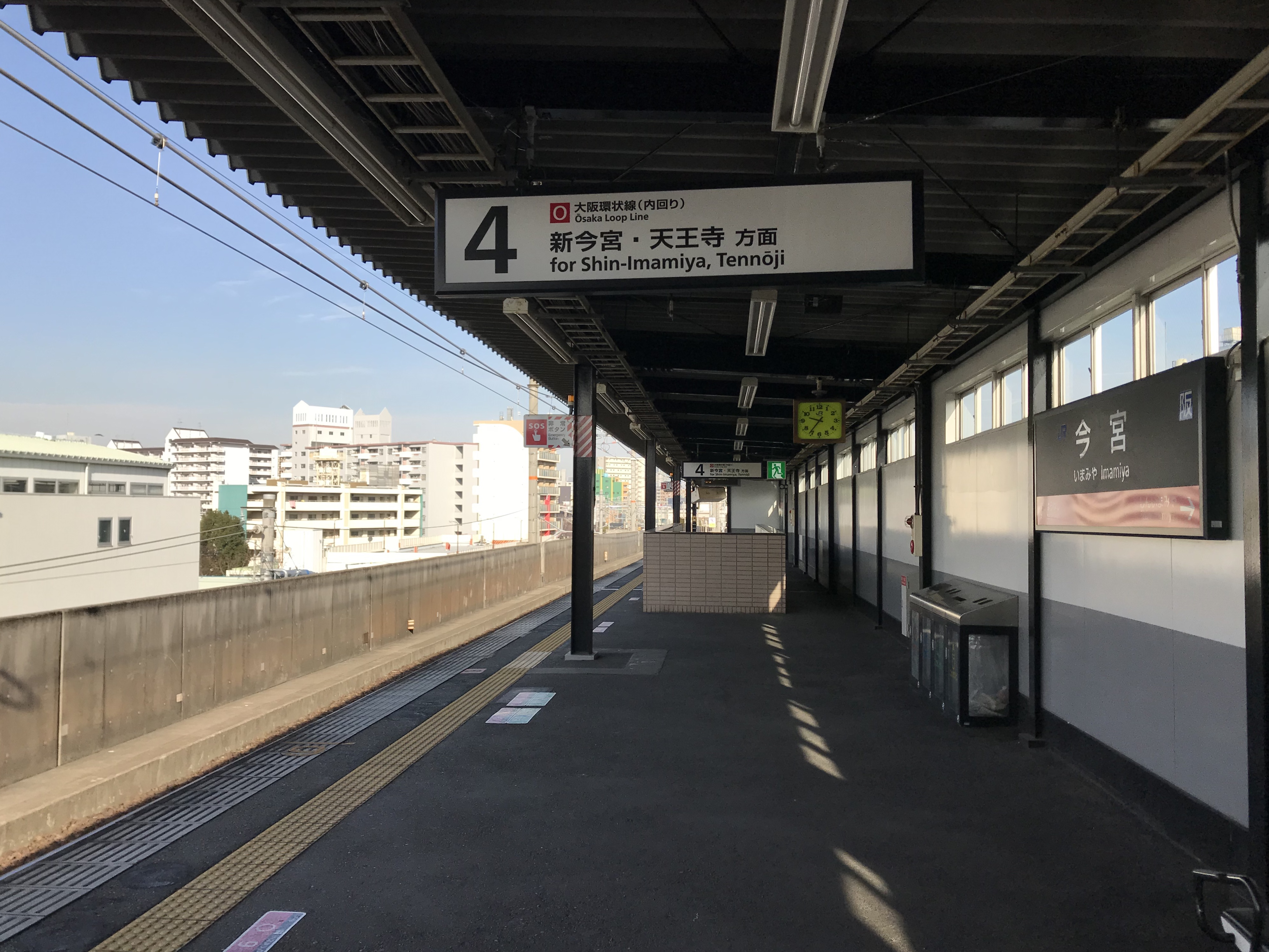
4番ホーム（2019年1月）

### 発車メロディ
「大阪環状線改造プロジェクト」の一環として、2015年3月22日から文部省唱歌の「大黒様」が大阪環状線ホーム（3・4番のりば）の発車メロディとして使用されている。当駅の近くにある木津大国（敷津松之宮摂社・大国主神社）に因んでいる。

## 利用状況
2023年（令和5年）度の1日平均乗車人員は4,452人である。大阪環状線で乗車人員の最も少ない駅である。
近年の1日平均乗車人員の推移は以下の通りである。
| 年度               | 1日平均 乗車人員 | 増減率 | 定期利用状況 | 定期利用状況 | 出典          |
| 年度               | 1日平均 乗車人員 | 増減率 | 1日平均      | 定期率       | 出典          |
| ------------------ | ---------------- | ------ | ------------ | ------------ | ------------- |
| 1988年（昭和63年） | 979              |        | 693          | 70.8%        | [ 大阪府 1 ]  |
| 1989年（平成元年） | 930              | -5.0%  | 648          | 69.7%        | [ 大阪府 1 ]  |
| 1990年（平成02年） | 924              | -0.6%  | 616          | 66.7%        | [ 大阪府 2 ]  |
| 1991年（平成03年） | 976              | 5.6%   | 620          | 63.5%        | [ 大阪府 3 ]  |
| 1992年（平成04年） | 983              | 0.7%   | 613          | 62.4%        | [ 大阪府 4 ]  |
| 1993年（平成05年） | 985              | 0.2%   | 602          | 61.1%        | [ 大阪府 5 ]  |
| 1994年（平成06年） | 983              | -0.2%  | 582          | 59.2%        | [ 大阪府 6 ]  |
| 1995年（平成07年） | 1,003            | 2.0%   | 570          | 56.8%        | [ 大阪府 7 ]  |
| 1996年（平成08年） | 2,302            | 129.5% | 1,733        | 75.3%        | [ 大阪府 8 ]  |
| 1997年（平成09年） | 2,205            | -4.2%  | 1,085        | 49.2%        | [ 大阪府 9 ]  |
| 1998年（平成10年） | 2,587            | 17.3%  | 1,331        | 51.4%        | [ 大阪府 10 ] |
| 1999年（平成11年） | 2,829            | 9.4%   | 1,501        | 53.1%        | [ 大阪府 11 ] |
| 2000年（平成12年） | 2,971            | 5.0%   | 1,583        | 53.3%        | [ 大阪府 12 ] |
| 2001年（平成13年） | 3,041            | 2.4%   | 1,682        | 55.3%        | [ 大阪府 13 ] |
| 2002年（平成14年） | 3,199            | 5.2%   | 1,799        | 56.2%        | [ 大阪府 14 ] |
| 2003年（平成15年） | 3,525            | 10.2%  | 2,076        | 58.9%        | [ 大阪府 15 ] |
| 2004年（平成16年） | 3,651            | 3.6%   | 2,216        | 60.7%        | [ 大阪府 16 ] |
| 2005年（平成17年） | 3,811            | 4.4%   | 2,313        | 60.7%        | [ 大阪府 17 ] |
| 2006年（平成18年） | 3,989            | 4.7%   | 2,425        | 60.8%        | [ 大阪府 18 ] |
| 2007年（平成19年） | 4,137            | 3.7%   | 2,576        | 62.3%        | [ 大阪府 19 ] |
| 2008年（平成20年） | 4,229            | 2.2%   | 2,665        | 63.0%        | [ 大阪府 20 ] |
| 2009年（平成21年） | 4,268            | 0.9%   | 2,717        | 63.7%        | [ 大阪府 21 ] |
| 2010年（平成22年） | 4,317            | 1.1%   | 2,751        | 63.7%        | [ 大阪府 22 ] |
| 2011年（平成23年） | 4,309            | -0.2%  | 2,722        | 63.2%        | [ 大阪府 23 ] |
| 2012年（平成24年） | 4,279            | -0.7%  | 2,707        | 63.3%        | [ 大阪府 24 ] |
| 2013年（平成25年） | 4,394            | 2.7%   | 2,778        | 63.2%        | [ 大阪府 25 ] |
| 2014年（平成26年） | 4,364            | -0.7%  | 2,774        | 63.6%        | [ 大阪府 26 ] |
| 2015年（平成27年） | 4,483            | 2.7%   | 2,802        | 62.5%        | [ 大阪府 27 ] |
| 2016年（平成28年） | 4,520            | 0.8%   | 2,773        | 61.3%        | [ 大阪府 28 ] |
| 2017年（平成29年） | 4,605            | 1.9%   | 2,734        | 59.4%        | [ 大阪府 29 ] |
| 2018年（平成30年） | 4,713            | 2.3%   | 2,776        | 58.9%        | [ 大阪府 30 ] |
| 2019年（令和元年） | 4,750            | 0.8%   | 2,766        | 58.2%        | [ 大阪府 31 ] |
| 2020年（令和02年） | 3,758            | -20.9% | 2,414        | 64.2%        | [ 大阪府 32 ] |
| 2021年（令和03年） | 3,861            | 2.7%   | 2,444        | 63.3%        | [ 大阪府 33 ] |
| 2022年（令和04年） | 4,086            | 5.8%   | 2,432        | 59.5%        | [ 大阪府 34 ] |
| 2023年（令和05年） | 4,452            | 9.0%   | 2,496        | 56.1%        | [ 大阪府 35 ] |

## 駅周辺
- ホームセンターコーナン JR今宮駅前店[注 2]
  - ザ・ダイソー ホームセンターコーナンJR今宮駅前店
- ニトリ 西成店（帝国鋼管跡地）
- 大阪市立大国小学校
- 大阪府立今宮工科高等学校
- 大阪市立浪速図書館
- 願泉寺
- 正宣寺
- 徳浄寺
- なにわ生野病院
- 「西濱水平社発祥の地」の碑 - 部落解放同盟浪速支部によって設置された顕彰碑。
- 南海汐見橋線 木津川駅
- 大阪市高速電気軌道大国町駅（御堂筋線・四つ橋線）- 東へ約500m

## 隣の駅
西日本旅客鉄道（JR西日本）
 大和路線（関西本線）
■快速
通過
■普通
新今宮駅 (JR-Q19) - 今宮駅 (JR-Q18) - JR難波駅 (JR-Q17)
 大阪環状線
■大和路快速・■関空快速・■紀州路快速・■快速
通過
■区間快速・■直通快速・■普通
芦原橋駅 (JR-O17) - 今宮駅 (JR-O18) - 新今宮駅 (JR-O19)

### 記事本文